# Kucharzewo
Kucharzewo war ein Ort in Ostpreußen. Seine Ortsstelle liegt heute im Gebiet der polnischen Woiwodschaft Ermland-Masuren innerhalb der Gmina Stawiguda (Landgemeinde Stabigotten) im Powiat Olsztyński (Kreis Allenstein).

## Geographische Lage
Kucharzewo lag am Südufer des Großen Plautziger Sees  (polnisch Jezioro Pluszne Wielkie) im Süden des einstigen Kreises Allenstein, 23 Kilometer südlich der Kreisstadt Allenstein (polnisch Olsztyn).

## Geschichte
Der vor 1785 Kuckerkeim genannte kleine Ort bestand in seinem Kern lediglich aus einem kleinen Gehöft. Im Jahre 1874 wurde die Landgemeinde Kucharzewo in den neu errichteten Amtsbezirk Plautzig (polnisch Pluski) im ostpreußischen Kreis Allenstein eingegliedert.
Die Einwohnerzahl Kucharzewos belief sich im Jahre 1910 auf 31, im Jahre 1925 auf 27. Am 1. April 1937 verlor Kucharzewo seine Eigenständigkeit und wurde in den Nachbarort Nußtal (polnisch Orzechowo) eingemeindet.
Mit dem gesamten südlichen Ostpreußen kam Kucharzewo 1945 in Kriegsfolge an Polen. Eine polnische Namensform liegt nicht vor, auch dürfte eine Neubesiedlung nicht erfolgt sein. So findet der Ort keine Erwähnung mehr und gilt als untergegangen.

## Kirche
Bis 1945 war Kucharzewo in die evangelische Pfarrkirche Hohenstein (Ostpreußen) in der Kirchenprovinz Ostpreußen der Kirche der Altpreußischen Union, außerdem in die römisch-katholische Kirche Nußtal (Orzechowo) im Bistum Ermland eingepfarrt.

## Verkehr
Zur Ortsstelle von Kucharzewo gelangt man von Orzechowo aus über einen Landweg, ebenso von Swaderki (Schwedrich).